# Begonia uniflora
Espèce
Begonia uniflora est une espèce de plantes de la famille des Begoniaceae.
L'espèce fait partie de la section Knesebeckia.
Elle a été décrite en 1890 par Sereno Watson (1826-1892).

## Répartition géographique
Cette espèce est originaire du pays suivant : Mexique.